# Берегиня (фабрика)
ПАТ Чернігівська взуттєва фабрика «Берегиня» — підприємство легкої промисловості у Чернігові.
Чернігівська вузуттєва фабрика була відкрита 1945 року. 1996 року підприємство було приватизоване.
Сьогодні підприємство є лідером серед виробників дитячого взуття в Україні. Є виробником близько 40 % усього дитячого взуття в Україні. Продукціє реалізується по усій території країни і близько 40 % продукції експортується за кордон.

## Продукція
Основними видами продукції підприємства є:
- туфлі для дітей шкільного віку;
- туфлі домашні малодитячі;
- дошкільні та шкільні;
- туфлі літні шкільні та дошкільні;
- напівчоботи дошкільні та шкільні;
- взуття чоловіче;
- взуття жіноче.

Загалом асортимент продукції складає понад 100 видів взуття, щороку впроваджується значна кількість нових моделей.